# دهستان قشلاق (اهر)
دهستان قشلاق یکی از دهستان‌های استان آذربایجان شرقی است که در بخش فندقلو شهرستان اهر واقع شده‌است.